# Scotts Head
Scotts Head – wieś w południowej Dominice; w parafii świętego Marka; 721 mieszkańców (2006). Przemysł spożywczy, ośrodek turystyczny.